# Vodacom Cup 2001
La Vodacom Cup de 2001 fue la cuarta edición del torneo para selecciones provinciales de Sudáfrica.
El torneo se disputó en el primer semestre en paralelo al Súper Rugby, mientras que la Currie Cup se disputó en el segundo semestre.
El campeón fue el equipo de Blue Bulls quienes obtuvieron su primer campeonato.
En la segunda división (Vodacom Shield). Griffons obtuvo su primer campeonato.

## Primera Fase

### Sección X
| Pos. | Equipo              | Encuentros | Encuentros | Encuentros | Encuentros | Tantos | Tantos | Tantos | PB | PB | Puntos |
| Pos. | Equipo              | PJ         | PG         | PE         | PP         | F      | C      | Dif    | BO | BD | Puntos |
| ---- | ------------------- | ---------- | ---------- | ---------- | ---------- | ------ | ------ | ------ | -- | -- | ------ |
| 1.º  | Natal Sharks        | 7          | 6          | 0          | 1          | 216    | 160    | +56    | 3  | 0  | 27     |
| 2.º  | Boland Cavaliers    | 7          | 5          | 0          | 2          | 313    | 165    | +148   | 6  | 0  | 26     |
| 3.º  | Golden Lions        | 7          | 5          | 0          | 2          | 270    | 185    | +85    | 4  | 0  | 26     |
| 4.º  | Free State Cheetahs | 7          | 4          | 0          | 3          | 242    | 172    | +70    | 4  | 1  | 21     |
| 5.º  | Mighty Elephants    | 7          | 4          | 0          | 3          | 255    | 190    | +65    | 2  | 1  | 19     |
| 6.º  | Griffons            | 7          | 3          | 0          | 4          | 169    | 152    | +17    | 3  | 2  | 17     |
| 7.º  | Falcons             | 7          | 1          | 0          | 6          | 219    | 232    | -13    | 2  | 3  | 9      |
| 8.º  | Welwitschias        | 7          | 0          | 0          | 7          | 95     | 523    | -428   | 0  | 0  | 0      |

|  | Clasifica a la Vodacom Cup.    |
|  | Clasifica a la Vodacom Shield. |

### Sección Y
| Pos. | Equipo           | Encuentros | Encuentros | Encuentros | Encuentros | Tantos | Tantos | Tantos | PB | PB | Puntos |
| Pos. | Equipo           | PJ         | PG         | PE         | PP         | F      | C      | Dif    | BO | BD | Puntos |
| ---- | ---------------- | ---------- | ---------- | ---------- | ---------- | ------ | ------ | ------ | -- | -- | ------ |
| 1.º  | Blue Bulls       | 6          | 5          | 0          | 1          | 242    | 140    | +102   | 6  | 1  | 27     |
| 2.º  | Griquas          | 6          | 3          | 1          | 2          | 205    | 185    | +20    | 3  | 2  | 19     |
| 3.º  | SWD Eagles       | 6          | 4          | 0          | 2          | 170    | 161    | +9     | 2  | 0  | 18     |
| 4.º  | Western Province | 6          | 3          | 0          | 3          | 195    | 194    | +1     | 4  | 0  | 16     |
| 5.º  | Leopards         | 6          | 2          | 0          | 4          | 150    | 167    | -17    | 1  | 2  | 11     |
| 6.º  | Border Bulldogs  | 6          | 2          | 1          | 3          | 120    | 185    | -65    | 0  | 1  | 11     |
| 7.º  | Pumas            | 6          | 1          | 0          | 5          | 153    | 203    | -50    | 2  | 2  | 8      |

## Segunda Fase

### Vodacom Cup
| Pos. | Equipo              | Encuentros | Encuentros | Encuentros | Encuentros | Tantos | Tantos | Tantos | PB | PB | Puntos |
| Pos. | Equipo              | PJ         | PG         | PE         | PP         | F      | C      | Dif    | BO | BD | Puntos |
| ---- | ------------------- | ---------- | ---------- | ---------- | ---------- | ------ | ------ | ------ | -- | -- | ------ |
| 1.º  | Blue Bulls          | 4          | 4          | 0          | 0          | 150    | 117    | +33    | 3  | 0  | 34     |
| 2.º  | Boland Cavaliers    | 4          | 3          | 0          | 1          | 194    | 109    | +85    | 4  | 1  | 23     |
| 3.º  | Griquas             | 4          | 3          | 0          | 1          | 131    | 100    | +31    | 1  | 0  | 21     |
| 4.º  | Free State Cheetahs | 4          | 1          | 0          | 3          | 135    | 112    | +23    | 2  | 3  | 20     |
| 5.º  | Natal Sharks        | 4          | 0          | 1          | 3          | 91     | 111    | -20    | 1  | 2  | 14     |
| 6.º  | Western Province    | 4          | 2          | 1          | 1          | 123    | 129    | -6     | 3  | 0  | 14     |
| 7.º  | SWD Eagles          | 4          | 1          | 0          | 3          | 79     | 169    | -90    | 0  | 1  | 14     |
| 8.º  | Golden Lions        | 4          | 1          | 0          | 3          | 95     | 151    | -56    | 2  | 1  | 12     |

|  | Semifinalista. |

### Semifinales
| 10 de mayo | Blue Bulls | 39 - 38 | Free State Cheetahs | Loftus Versfeld, Pretoria |  |

| 10 de mayo | Boland Cavaliers | 47 - 31 | Griquas | Boland Stadium, Wellington |  |

### Final
| 16 de mayo | Blue Bulls | 42 - 24 | Boland Cavaliers | Loftus Versfeld, Pretoria |  |

| Bandera de Sudáfrica |
| Campeón Blue Bulls   |
| Primer título        |

### Vodacom Shield
| Pos. | Equipo           | Encuentros | Encuentros | Encuentros | Encuentros | Tantos | Tantos | Tantos | PB | PB | Puntos |
| Pos. | Equipo           | PJ         | PG         | PE         | PP         | F      | C      | Dif    | BO | BD | Puntos |
| ---- | ---------------- | ---------- | ---------- | ---------- | ---------- | ------ | ------ | ------ | -- | -- | ------ |
| 1.º  | Griffons         | 3          | 2          | 1          | 0          | 105    | 89     | +15    | 0  | 0  | 16     |
| 2.º  | Mighty Elephants | 3          | 2          | 0          | 1          | 80     | 86     | -6     | 0  | 0  | 16     |
| 3.º  | Border Bulldogs  | 3          | 2          | 0          | 1          | 110    | 91     | +20    | 1  | 1  | 15     |
| 4.º  | Leopards         | 3          | 0          | 1          | 2          | 63     | 85     | +22    | 1  | 1  | 13     |
| 5.º  | Falcons          | 3          | 1          | 0          | 2          | 97     | 105    | -8     | 2  | 1  | 8      |
| 6.º  | Pumas            | 3          | 1          | 0          | 2          | 107    | 106    | +1     | 1  | 1  | 7      |

|  | Semifinalista. |

### Semifinales
| 9 de mayo | Mighty Elephants | 47 - 13 | Border Bulldogs |  |  |

| 10 de mayo | Griffons | 39 - 18 | Leopards |  |  |

### Final
| 17 de mayo | Griffons | 40 - 27 | Mighty Elephants | North West Stadium, Welkom |  |

| Bandera de Sudáfrica |
| Campeón Griffons     |
| Primer título        |